# Темзін Кук
Темзін Кук (англ. Tamsin Cook, нар. 25 грудня 1998, Кейптаун, Південна Африка) — австралійська плавчиня, срібна призерка Олімпійських ігор 2016 року.

## Виступи на Олімпійських іграх
| Олімпіада | Дисципліна             | Місце |
| --------- | ---------------------- | ----- |
| Ріо 2016  | 400 м вільним стилем   | 6     |
| Ріо 2016  | 800 м вільним стилем   | 20    |
| Ріо 2016  | 4×100 м вільним стилем | 2     |